# Караев, Алан Таймуразович
Алан Таймуразович Караев (осет. дигор. Хъарати Таймурази фурт Алан, род. 19 мая 1977 года) — российский спортсмен, семикратный чемпион мира по армрестлингу и пятикратный чемпион мира по сумо. Мастер спорта России международного класса по армспорту, заслуженный мастер спорта России по сумо.

## Биография
Алан Караев родился в 1977 году в Северной Осетии; он относится к этногруппе дигорцев. Младенцем он весил 7 килограмм, через полгода — 19. Ещё до совершеннолетия Алан перерос все спортивные весовые рамки, а потому выступал в абсолютных категориях. Вопреки расхожему мнению, кикбоксер Руслан Караев не является его братом, но они давно дружат.
В 1995 году Алан под руководством Казбека Золоева начал заниматься армрестлингом, где сразу добился больших успехов. В следующем году он выиграл чемпионат мира, позже довёл число титулов до семи. Несмотря на успехи в армспорте, Караев хотел заниматься сумо и стал совмещать оба вида спорта. В 2002 году он стал чемпионом мира по любительскому сумо. В 2005 году он решил попробовать свои силы в смешанных боях, поспешно начав карьеру в этом виде с поединков против сильнейших соперников. В марте Караев проиграл «гильотиной» Гари Гудриджу, в июле его нокаутировал Боб Сапп. В сентябре Алан встретился с соперником уровнем ниже, Томохико Хасимото, и нокаутировал его на первых секундах боя. Четвёртым соперником осетина стал Жером Ле Банне, в декабре нокаутировавший его ударами в туловище. В феврале 2006 года Караев победил Кодзи Канетику, после чего завершил менее чем годовую карьеру в смешанных боях. Он сконцентрировался на любительском сумо.
В конце октября 2012 года на проходившем в Гонконге (Китай) чемпионате мира по сумо Алан Караев (с весом 240 кг) стал чемпионом мира в тяжелой весовой категории.
Караев закончил Северо-Осетинский государственный университет имени К. Л. Хетагурова по специализации «Товароведение и экспертиза потребительских товаров». Затем он поступил на заочное отделение северо-осетинского филиала Современного гуманитарного университета.
Женат, трое детей.
В марте 2016 года Алан был избран президентом Федерации сумо России.
В январе 2019 года был доставлен в Северо-Кавказский медицинский центр в тяжелом состоянии из-за расслаивающейся аневризмы аорты. Было проведено три операции.